# Platycopia pygmaea
Platycopia pygmaea är en kräftdjursart som beskrevs av Georg Ossian Sars 1919. Platycopia pygmaea ingår i släktet Platycopia och familjen Platycopiidae. Arten är reproducerande i Sverige. Inga underarter finns listade i Catalogue of Life.